# Nekrolog November 2004
Nekrolog
◄◄
| ◄
| 2000
| 2001
| 2002
| 2003
| 2004 | 2005 | 2006 | 2007 | 2008 | ► | ►►
Januar |
Februar |
März |
April |
Mai |
Juni |
Juli |
August |
September |
Oktober |
November |
Dezember 2004
Weitere Ereignisse | Allgemeiner Nekrolog 2004
Die Beschreibung der verstorbenen Person sollte so kurz wie möglich gehalten sein und nur deren signifikante Tätigkeit(en) enthalten.
Neue Namen ggf. auch unter dem Geburts- und Sterbedatum, also etwa unter 1. Januar und im Geburts- und Sterbejahr (2024) eintragen (nur bei entsprechender großer Wichtigkeit). Für Beispiele siehe die schon vorhandenen Artikel.
Außerdem über die fünf zuletzt Verstorbenen, zu denen es einen ausreichend guten Artikel für eine Präsentation auf der Hauptseite gibt, nach der todesbedingten Überarbeitung der Artikel ggf. auch unter Wikipedia Diskussion:Hauptseite informieren und sie am besten auch in den anderen Wikipedia-Sprachversionen eintragen. Tipp: Regelmäßig bei news.google.de nach „ist tot“, „gestorben“ oder „verstorben“ suchen.
Wenn eine Person gestorben ist, gibt es viele Seiten zu dieser Person in der Wikipedia, die davon auch betroffen sind und entsprechend aktualisiert werden müssen. Beispiele: Namenübersichtsseite, Geburtsjahr, Geburtsort-Seiten und viele mehr.
Wie finde ich die betroffenen Seiten?
Im Suchfeld auf der linken Seite gibt man den Suchbegriff so ein: „Vorname Nachname“. Dann klickt man auf Volltext und alle Seiten mit entsprechendem Suchtext werden aufgerufen. Hier sieht man dann schnell, wo auch das Todesjahr Sinn macht oder sogar ein Teil des Artikels angepasst werden muss. Auch hilft das „Werkzeug“ auf der linken Seite sehr gut, um solche Seiten aufzufinden: „Links auf diese Seite“. Somit ist die Wikipedia wieder aktuell in allen Bereichen! Hinweis: bei Eintragung der Kategorie „Gestorben JAHR“ wird der Missbrauchsfilter 49 ausgelöst, was jedoch nicht schlimm ist. Siehe: Spezial:Missbrauchsfilter/49
Dies ist eine Liste von im November 2004 verstorbenen bekannten Persönlichkeiten. Die Einträge erfolgen innerhalb der einzelnen Daten alphabetisch sortiert. Tiere sind im Nekrolog für Tiere zu finden.

## November
| Tag          | Name                                | Beruf, bekannt als                                                                    | Alter | Beleg |
| ------------ | ----------------------------------- | ------------------------------------------------------------------------------------- | ----- | ----- |
| 1. November  | José Carlos de Pereira Carvalho     | portugiesischer Radrennfahrer                                                         | 71    |       |
| 1. November  | Jean-Jacques Dozy                   | niederländischer Geologe                                                              | 96    |       |
| 1. November  | Rid Iossifowitsch Gratschow         | russischer Schriftsteller                                                             | 69    |       |
| 1. November  | James Hanson                        | britischer Unternehmer                                                                | 82    |       |
| 1. November  | Mark Ledford                        | US-amerikanischer Jazzmusiker                                                         |       |       |
| 1. November  | Mac Dre                             | US-amerikanischer Gangsterrapper                                                      | 34    |       |
| 1. November  | Walentin Wladimirowitsch Nikolajew  | sowjetischer Ringer                                                                   | 80    |       |
| 1. November  | Klaus-Günter Pods                   | deutscher Richter am Bundesarbeitsgericht (BAG)                                       | 49    |       |
| 1. November  | Marco Augusto Quiroa                | guatemaltekischer Maler und Schriftsteller                                            | 67    |       |
| 2. November  | Gabe Bywaters                       | australischer Politiker (South Australia)                                             | 90    |       |
| 2. November  | Christian Doehler                   | deutscher Architekt und Kunsthistoriker                                               | 80    |       |
| 2. November  | Dieter Frettlöh                     | deutscher Pfarrer und Autor                                                           |       |       |
| 2. November  | Theo van Gogh                       | niederländischer Filmregisseur, Publizist und Satiriker                               | 47    |       |
| 2. November  | Gustaaf Joos                        | belgischer Theologe und Kardinal                                                      | 81    |       |
| 2. November  | Gerrie Knetemann                    | niederländischer Radrennfahrer                                                        | 53    |       |
| 2. November  | Václav Kotva                        | tschechischer Schauspieler                                                            | 83    |       |
| 2. November  | Zayid bin Sultan Al Nahyan          | arabischer Politiker, Emir von Abu Dhabi                                              |       |       |
| 2. November  | Alphonse U Than Aung                | myanmarischer Geistlicher, katholischer Bischof                                       | 71    |       |
| 3. November  | Joe Bushkin                         | US-amerikanischer Jazzpianist                                                         | 87    |       |
| 3. November  | Eilert Dahl                         | norwegischer Skisportler                                                              | 85    |       |
| 3. November  | Hermann Kegel                       | deutscher Maler                                                                       | 91    |       |
| 3. November  | Maria Popescu                       | rumänische Frau, Opfer eines Justizskandals in der Schweiz                            | 85    |       |
| 3. November  | Derk Ringnalda                      | niederländischer Politiker (Democraten66)                                             | 80    |       |
| 3. November  | Heinrich Seesing                    | deutscher Politiker (CDU), MdB                                                        | 72    |       |
| 3. November  | Karl-Heinz Storsberg                | deutscher Politiker (SPD)                                                             |       |       |
| 3. November  | Bishop Perry Tillis                 | US-amerikanischer Bluesmusiker                                                        | 85    |       |
| 3. November  | Sergejs Žoltoks                     | lettischer Eishockeyspieler                                                           | 31    |       |
| 4. November  | Josef Fleckenstein                  | deutscher Historiker                                                                  | 85    |       |
| 4. November  | Michael Gross                       | israelischer Designer, Bildhauer und Konzeptkünstler                                  |       |       |
| 4. November  | Robert Heaton                       | britischer Schlagzeuger                                                               | 43    |       |
| 4. November  | Heinz Kistler                       | deutscher Landschaftsmaler; „Maler der Rhön“                                          | 92    |       |
| 4. November  | Heribert Konzett                    | österreichischer Arzt und Pharmakologe                                                | 92    |       |
| 4. November  | Hans Maikowski                      | deutscher Schauspieler und Hörspielsprecher                                           | 76    |       |
| 4. November  | Yasutomi Nishizuka                  | japanischer Biochemiker                                                               | 72    |       |
| 4. November  | Tine Plesch                         | deutsche Musikjournalistin und feministische Autorin                                  |       |       |
| 4. November  | Franz-Josef Spalthoff               | deutscher Manager in der Energiewirtschaft                                            | 81    |       |
| 4. November  | Beat Tschümperlin                   | Schweizer Politiker (CVP)                                                             | 50    |       |
| 4. November  | Albert Wettengel                    | deutscher Politiker (SED), Vorsitzender des Rats des Bezirks Gera in der DDR          | 83    |       |
| 5. November  | Johannes Bischko                    | österreichischer Mediziner                                                            | 82    |       |
| 5. November  | Jerzy Duda-Gracz                    | polnischer Maler und Grafiker                                                         | 63    |       |
| 5. November  | Karl-Heinz Leise                    | deutscher Physiker                                                                    | 85    |       |
| 5. November  | Manfred Linz                        | deutscher Fußballspieler                                                              | 59    |       |
| 6. November  | Serge Adda                          | französischer Manager, Präsident des Fernsehsenders TV5MONDE                          | 56    |       |
| 6. November  | Augusto Aristizábal Ospina          | kolumbianischer Geistlicher, Bischof von Jericó                                       | 76    |       |
| 6. November  | Gamal Awad                          | ägyptischer Squashspieler                                                             | 49    |       |
| 6. November  | Fred Dibnah                         | britischer Ingenieur                                                                  | 66    |       |
| 6. November  | Otto Eidenschink                    | deutscher Bergsteiger                                                                 | 93    |       |
| 6. November  | Kurt Grimm                          | deutscher Film- und Fernsehregisseur                                                  | 73    |       |
| 6. November  | Erwin Heerich                       | deutscher Künstler                                                                    | 81    |       |
| 6. November  | Pete Jolly                          | US-amerikanischer Jazz-Pianist und Akkordeonist                                       | 72    |       |
| 6. November  | El Duque del Morteruelo             | spanischer Dichter                                                                    | 100   |       |
| 6. November  | Johnny Warren                       | australischer Fußballspieler                                                          | 61    |       |
| 6. November  | Edward Warschilka                   | US-amerikanischer Filmeditor                                                          | 76    |       |
| 7. November  | Sébastien Briat                     | französischer Atomkraftgegner, bei Atomtransport gestorben                            | 22    |       |
| 7. November  | Eddie Charlton                      | australischer Snookerprofi                                                            | 75    |       |
| 7. November  | Howard Keel                         | US-amerikanischer Schauspieler und Musical-Darsteller                                 | 85    |       |
| 7. November  | Michael Kreißl                      | österreichischer Politiker (FPÖ), Landtagsabgeordneter                                | 45    |       |
| 7. November  | João Hipólito de Morais             | brasilianischer Geistlicher, Bischof von Lorena                                       | 80    |       |
| 7. November  | Basil Spears                        | US-amerikanische Musikerin                                                            | 83    |       |
| 7. November  | Yamashiro Tomoe                     | japanische Schriftstellerin                                                           | 92    |       |
| 8. November  | Bruno Bettinelli                    | italienischer Komponist                                                               | 91    |       |
| 8. November  | Lennox Miller                       | jamaikanischer Sprinter                                                               | 58    |       |
| 8. November  | Vito Napoli                         | italienischer Politiker, Mitglied der Camera dei deputati, MdEP                       | 72    |       |
| 8. November  | Melba Phillips                      | US-amerikanische Physikerin                                                           | 97    |       |
| 8. November  | Davy Sidjanski                      | US-amerikanischer Verleger                                                            | 49    |       |
| 9. November  | Bernhard Balkenhol                  | deutscher Politiker (CDU), MdB                                                        | 89    |       |
| 9. November  | Iris Chang                          | US-amerikanische Schriftstellerin                                                     |       |       |
| 9. November  | Emlyn Hughes                        | englischer Fußballspieler und -trainer                                                | 57    |       |
| 9. November  | Stieg Larsson                       | schwedischer Journalist und Schriftsteller                                            | 50    |       |
| 9. November  | Martha Marbo                        | österreichische Schauspielerin                                                        | 82    |       |
| 9. November  | Eiji Morioka                        | japanischer Boxer                                                                     | 58    |       |
| 10. November | Ruth Adams                          | US-amerikanische Anglistin und Hochschullehrerin                                      | 90    |       |
| 10. November | Marion Beaujean                     | deutsche Bibliothekarin                                                               | 72    |       |
| 10. November | Şeref Görkey                        | türkischer Fußballspieler, -trainer und -funktionär                                   | 89    |       |
| 10. November | John Christopher Mahon              | irischer Ordensgeistlicher, Bischof von Lodwar                                        | 81    |       |
| 10. November | Norbert Mussbacher                  | österreichischer Zisterzienser                                                        | 77    |       |
| 10. November | Erna Rosenstein                     | polnische Malerin und Dichterin                                                       | 91    |       |
| 11. November | Jassir Arafat                       | palästinensischer Politiker und Friedensnobelpreisträger                              | 75    |       |
| 11. November | Uwe Arkuszewski                     | deutscher Moderator, Sänger und Entertainer                                           | 42    |       |
| 11. November | Jacques Cellard                     | französischer Autor, Romanist, Lexikograf und Argotologe                              |       |       |
| 11. November | Richard Dembo                       | französischer Filmregisseur und Drehbuchautor                                         | 56    |       |
| 11. November | Jacques Dynam                       | französischer Schauspieler                                                            | 80    |       |
| 11. November | Michael Hobelsberger                | deutscher Eishockeytorwart                                                            | 69    |       |
| 11. November | Hans Marquardt                      | deutscher Redakteur und Verleger                                                      | 84    |       |
| 11. November | Henry Harvey Williams               | kommissarischer Generalgouverneur von St. Vincent und den Grenadinen                  | 87    |       |
| 12. November | Lucia Berlin                        | US-amerikanische Schriftstellerin                                                     | 68    |       |
| 12. November | Benjamin Brial                      | französischer Politiker, Mitglied der Nationalversammlung                             | 81    |       |
| 12. November | Usko Meriläinen                     | finnischer Komponist und Dirigent                                                     | 74    |       |
| 12. November | Frederik Prausnitz                  | deutsch-US-amerikanischer Dirigent                                                    | 84    |       |
| 12. November | Stanisław Skalski                   | polnischer Jagdflieger und Offizier der polnischen Luftwaffe im Zweiten Weltkrieg     | 88    |       |
| 12. November | Alexandru Vona                      | rumänischer Schriftsteller und Architekt                                              | 82    |       |
| 13. November | John Balance                        | britischer Musiker                                                                    | 42    |       |
| 13. November | Domingo Cura                        | argentinischer Perkussionist                                                          | 75    |       |
| 13. November | Leonard Eisenbud                    | US-amerikanischer Physiker                                                            | 91    |       |
| 13. November | Ellen Fairclough                    | kanadische Politikerin                                                                | 99    |       |
| 13. November | Thomas M. Foglietta                 | US-amerikanischer Politiker und Diplomat                                              | 75    |       |
| 13. November | Jörg Haustein                       | deutscher evangelischer Theologe                                                      | 46    |       |
| 13. November | Harry Lampert                       | US-amerikanischer Cartoonist und Autor                                                | 88    |       |
| 13. November | Gerhard Neumann                     | deutscher Maler und Grafiker                                                          | 97    |       |
| 13. November | Ol’ Dirty Bastard                   | US-amerikanischer Rapper                                                              | 35    |       |
| 13. November | Gregor Quasten                      | deutscher Fußballtorhüter                                                             | 52    |       |
| 13. November | Carlo Rustichelli                   | italienischer Filmkomponist                                                           | 87    |       |
| 13. November | Richard Alan Simmons                | US-amerikanischer Drehbuchautor                                                       |       |       |
| 14. November | Gustav Adolf Baum                   | deutscher Kunstsammler                                                                | 90    |       |
| 14. November | Michel Colombier                    | französischer Filmkomponist                                                           | 65    |       |
| 14. November | David Stanley Evans                 | britischer Astronom                                                                   | 88    |       |
| 14. November | Amadou Issaka                       | nigrischer Politiker                                                                  |       |       |
| 14. November | Petter Mørch Koren                  | norwegischer Politiker (Kristelig Folkeparti), Minister und Fylkesmann                | 94    |       |
| 14. November | Harald Kråkenes                     | norwegischer Ruderer                                                                  | 78    |       |
| 14. November | Rainer Probst                       | deutscher Maler, Pädagoge und Politiker (SPD, DS, PDS)                                | 62    |       |
| 14. November | Matilda White Riley                 | US-amerikanische Soziologin                                                           | 93    |       |
| 14. November | Joachim Süchting                    | deutscher Betriebswirt und Hochschullehrer                                            | 71    |       |
| 14. November | Ernst Tiburzy                       | deutscher Volkssturm                                                                  | 92    |       |
| 14. November | Winfried Walz                       | deutscher Fußballschiedsrichter                                                       | 62    |       |
| 14. November | Helmut Zahn                         | deutscher Chemiker                                                                    | 88    |       |
| 15. November | Elmer L. Andersen                   | US-amerikanischer Politiker                                                           | 95    |       |
| 15. November | Annemarie Böll                      | deutsche Übersetzerin                                                                 | 94    |       |
| 15. November | Michael Minj                        | indischer Geistlicher, Bischof von Gumla                                              | 72    |       |
| 15. November | Jürgen Schmidt                      | deutscher Schauspieler                                                                | 66    |       |
| 15. November | Herbert Sczepan                     | deutscher Baptistenpastor und Evangelist                                              | 77    |       |
| 16. November | Amina Adil                          | tatarische Schriftstellerin und Sufi-Theologin                                        |       |       |
| 16. November | Yves Berger                         | französischer Schriftsteller                                                          | 73    |       |
| 16. November | Michael Borgis                      | deutscher Politiker                                                                   | 59    |       |
| 16. November | Henning Brandis                     | deutscher Mikrobiologe                                                                | 88    |       |
| 16. November | Rolf Breusing                       | deutscher Kommunalpolitiker (NSDAP), Landrat des Kreises Stormarn                     | 94    |       |
| 16. November | Birgit Drießen-Hölscher             | deutsche Chemikerin                                                                   | 40    |       |
| 16. November | Massimo Freccia                     | italienischer Dirigent                                                                | 98    |       |
| 16. November | Richard Frey                        | österreichisch-chinesischer Arzt                                                      | 84    |       |
| 16. November | Kamilo Gata                         | französischer Politiker, Mitglied der Nationalversammlung                             | 54    |       |
| 16. November | Hans Künzi                          | Schweizer Mathematiker und Politiker (Freisinnig-Demokratische Partei)                | 80    |       |
| 16. November | Heinz Mäde                          | deutscher Maler                                                                       | 88    |       |
| 17. November | Richard Blaas                       | österreichischer Historiker und Archivar                                              | 91    |       |
| 17. November | Mikael Ljungberg                    | schwedischer Ringer                                                                   | 34    |       |
| 17. November | Alexander Pawlowitsch Ragulin       | sowjetischer Eishockeyspieler                                                         | 63    |       |
| 17. November | Eberhard Wilde                      | deutscher Politiker (FDP), MdL                                                        | 80    |       |
| 18. November | Juan Carlos Aramburu                | argentinischer Geistlicher, Erzbischof von Tucumán und Buenos Aires                   | 92    |       |
| 18. November | Robert Bacher                       | US-amerikanischer Kernphysiker, beteiligt am Manhattan-Projekt                        | 99    |       |
| 18. November | Cy Coleman                          | US-amerikanischer Komponist                                                           | 75    |       |
| 18. November | Erich Griebsch                      | deutscher Generalleutnant der VP                                                      | 79    |       |
| 18. November | Jack Horner                         | kanadischer Politiker                                                                 | 77    |       |
| 18. November | Alfred Maseng Nalo                  | vanuatuischer Staatspräsident                                                         |       |       |
| 18. November | Hans Christian Nielsen              | dänischer Radrennfahrer                                                               | 88    |       |
| 18. November | Miquel Porter                       | katalanischer Filmkritiker                                                            | 74    |       |
| 18. November | George Scholes                      | kanadischer Eishockeyspieler                                                          | 75    |       |
| 18. November | Oskar Schönbrunner                  | deutscher Militär, Gerechter unter den Völkern                                        | 96    |       |
| 18. November | Bolesław Łukasz Taborski            | polnischer katholischer Bischof                                                       | 87    |       |
| 19. November | Henri Bonnard                       | französischer Linguist und Romanist                                                   | 89    |       |
| 19. November | Hans Ehrenberg                      | deutscher Kernphysiker und langjähriger Direktor des Instituts für Kernphysik Mainz   | 82    |       |
| 19. November | Judith von Eßen                     | deutsche Bildhauerin                                                                  | 80    |       |
| 19. November | Helmut Griem                        | deutscher Schauspieler und Regisseur                                                  | 72    |       |
| 19. November | Hans Hinrichs                       | deutscher General und Geheimdienstler                                                 | 89    |       |
| 19. November | Wilfried König                      | deutscher Chemiker                                                                    | 65    |       |
| 19. November | Don MacMillan                       | australischer Mittelstreckenläufer                                                    | 74    |       |
| 19. November | Martin Malia                        | US-amerikanischer Historiker                                                          | 80    |       |
| 19. November | Terry Melcher                       | US-amerikanischer Musikproduzent und Songwriter                                       | 62    |       |
| 19. November | Jan Pixa                            | tschechischer Fernseh-Moderator und Dramaturg                                         | 84    |       |
| 19. November | Helga Riemann                       | österreichische Komponistin, Musikpädagogin und Musiktherapeutin                      | 80    |       |
| 19. November | Ulrich Schmidt                      | deutscher Chemiker und Hochschullehrer                                                | 80    |       |
| 19. November | John Robert Vane                    | britischer Biochemiker und Medizin-Nobelpreisträger                                   | 77    |       |
| 19. November | Manuel Zapata Olivella              | kolumbianischer Schriftsteller                                                        | 84    |       |
| 20. November | Genaro Alamilla Arteaga             | mexikanischer Geistlicher und Bischof von Papantla                                    | 90    |       |
| 20. November | Judith Deutsch                      | österreichisch-israelische Schwimmerin                                                | 86    |       |
| 20. November | Gerson Fehrenbach                   | deutscher Bildhauer                                                                   | 72    |       |
| 20. November | Celso Furtado                       | brasilianischer Ökonom und Diplomat                                                   | 84    |       |
| 20. November | Ingrid Gross                        | deutsche Politikerin                                                                  | 80    |       |
| 20. November | Ancel Keys                          | US-amerikanischer Ernährungsmediziner                                                 | 100   |       |
| 20. November | Bob Maize                           | US-amerikanischer Jazzmusiker                                                         | 59    |       |
| 20. November | Aurelio Malfa                       | italienischer Schauspieler                                                            | 62    |       |
| 20. November | Dénes Pócsik                        | ungarischer Wasserballspieler                                                         | 64    |       |
| 20. November | Hiltgunt Zassenhaus                 | deutsch-US-amerikanische Ärztin und Autorin                                           | 88    |       |
| 21. November | Tuncay Akdoğan                      | alevitisch-türkischer Sänger                                                          |       |       |
| 21. November | Heinrich Deutsch                    | österreichischer Bildhauer                                                            | 79    |       |
| 21. November | Wilhelm Gustav Illbruck             | deutscher Unternehmer und Hochseesegler                                               | 77    |       |
| 21. November | Georges Morel                       | französischer Ruderer                                                                 | 66    |       |
| 21. November | Martin Oldenstädt                   | deutscher Ingenieur und Politiker (CDU), MdB                                          | 79    |       |
| 21. November | Paul Patera                         | österreichischer Publizist und Theaterdirektor                                        | 87    |       |
| 21. November | Clarence Rivers                     | US-amerikanischer Priester, Komponist und Autor                                       | 73    |       |
| 21. November | Uwe Scholz                          | deutscher Choreograf und Ballettdirektor                                              | 45    |       |
| 21. November | Wiktor Andrejewitsch Toponogow      | russischer Mathematiker                                                               | 74    |       |
| 21. November | Rudolf Trauner senior               | österreichischer Politiker (ÖVP), Landtagsabgeordneter                                | 86    |       |
| 22. November | Dorothee Colberg-Tjadens            | deutsche Keramikerin, Hochschullehrerin und Politikerin (SPD)                         | 82    |       |
| 22. November | Elisabeth Rust                      | österreichische Langstrecken- und Bergläuferin                                        | 46    |       |
| 22. November | Ehrhard Voigt                       | deutscher Geologe und Paläontologe                                                    | 99    |       |
| 22. November | Nathalia Wright                     | US-amerikanische Literaturwissenschaftlerin                                           | 91    |       |
| 23. November | Danilo Catarzi                      | italienischer Priester und Bischof von Uvira                                          | 86    |       |
| 23. November | Rafael Eitan                        | israelischer General und Mitglied der Knesset                                         | 75    |       |
| 23. November | Willi Hasselbach                    | deutscher Politiker (FDP), MdL                                                        | 82    |       |
| 23. November | Hans Jacoby                         | deutsch-niederländischer Buchhändler                                                  | 100   |       |
| 23. November | Lars-Magnus Lindgren                | schwedischer Regisseur und Drehbuchautor                                              | 82    |       |
| 23. November | Franz-Josef Pangels                 | deutscher Politiker (CDU), MdL                                                        | 69    |       |
| 23. November | Joseph J. Sisco                     | US-amerikanischer Diplomat, Wirtschaftsmanager und Universitätspräsident              | 85    |       |
| 23. November | Fred Vatter                         | deutscher Unternehmer                                                                 |       |       |
| 23. November | Yoshii Junji                        | japanischer Maler                                                                     | 100   |       |
| 24. November | Karel Berka                         | tschechischer Philosoph                                                               | 81    |       |
| 24. November | James Corboy                        | irischer Geistlicher, Bischof von Monze                                               | 88    |       |
| 24. November | Hugo Dudli                          | Schweizer Komponist, Arrangeur und Dirigent                                           | 74    |       |
| 24. November | Arthur Hailey                       | britisch-kanadischer Schriftsteller                                                   | 84    |       |
| 24. November | Joseph Hansen                       | US-amerikanischer Schriftsteller                                                      | 81    |       |
| 24. November | Frank Hille                         | deutscher Musiker                                                                     |       |       |
| 24. November | Taiji Kase                          | japanischer Karate-Großmeister                                                        | 75    |       |
| 24. November | Janet Kear                          | britische Ornithologin                                                                | 71    |       |
| 24. November | Henry Fumba Moniba                  | liberianischer Politiker                                                              | 67    |       |
| 24. November | Elijah Mwangale                     | kenianischer Politiker                                                                |       |       |
| 24. November | Heinz Nehrling                      | deutscher Volkswirt und Politiker (SPD), Staatssekretär, MdL                          | 76    |       |
| 24. November | Vladimir Pasic                      | serbischer Fußballspieler                                                             | 34    |       |
| 24. November | Heinz Pommer                        | deutscher Offizier des Ministeriums für Staatssicherheit und Sportfunktionär          | 75    |       |
| 24. November | Arnold Stone                        | kanadischer Skispringer                                                               | 94    |       |
| 25. November | David Bailey                        | US-amerikanischer Schauspieler                                                        | 71    |       |
| 25. November | Colin Fraser Brockington            | britischer Mediziner                                                                  | 101   |       |
| 25. November | Eberhard Golla                      | deutscher Brigadegeneral der Bundeswehr                                               | 77    |       |
| 25. November | Bob Haney                           | US-amerikanischer Comicautor                                                          |       |       |
| 25. November | Vladimir Rivero Hernández           | kubanischer Handballspieler                                                           | 33    |       |
| 25. November | František Smetana                   | tschechischer Cellist und Musikpädagoge                                               | 90    |       |
| 26. November | Abdul Qader Arnaoot                 | albanischer Islamgelehrter                                                            |       |       |
| 26. November | Philippe de Broca                   | französischer Filmregisseur                                                           | 71    |       |
| 26. November | Johann Lang                         | deutscher Briefbomben-Attentäter                                                      | 22    |       |
| 26. November | Sepp Mastaller                      | deutscher Bildhauer                                                                   | 89    |       |
| 26. November | Hans Schaffner                      | Schweizer Politiker (FDP)                                                             | 95    |       |
| 26. November | Manfred Seiffert                    | deutscher Pflanzenbauwissenschaftler und Hochschullehrer                              | 80    |       |
| 26. November | Ascher H. Shapiro                   | US-amerikanischer Ingenieur                                                           | 88    |       |
| 26. November | Raffaele Spongano                   | italienischer Romanist und Italianist                                                 | 100   |       |
| 26. November | Leopoldine Springschitz             | österreichische Kunsthistorikerin und Kuratorin                                       | 90    |       |
| 27. November | Gunder Hägg                         | schwedischer Mittel- und Langstreckenläufer                                           | 85    |       |
| 27. November | Billy James Hargis                  | US-amerikanischer Evangelist                                                          | 79    |       |
| 27. November | Arvo Mägi                           | estnischer Schriftsteller                                                             | 91    |       |
| 27. November | Hans Pfohe                          | deutscher Unternehmer, Gründer der Lucia Strickwarenfabrik                            | 86    |       |
| 27. November | Velimir Valenta                     | jugoslawischer Ruderer                                                                | 75    |       |
| 28. November | István Bubik                        | ungarischer Schauspieler                                                              | 46    |       |
| 28. November | Sergio Castelletti                  | italienischer Fußballspieler                                                          | 66    |       |
| 28. November | Otto Esser                          | deutscher Arbeitgeberpräsident                                                        | 87    |       |
| 28. November | Heribert Hofmann                    | deutscher Ringer                                                                      |       |       |
| 28. November | Ioana Postelnicu                    | rumänische Schriftstellerin                                                           | 94    |       |
| 28. November | Ted Russell                         | irischer Politiker, Rugbyspieler und Unternehmensleiter                               | 92    |       |
| 29. November | John Drew Barrymore                 | US-amerikanischer Schauspieler und Mitglied der Schauspielerfamilie Barrymore         | 72    |       |
| 29. November | Ugo Ferrante                        | italienischer Fußballspieler                                                          | 59    |       |
| 29. November | Michael Janisch                     | österreichischer Schauspieler                                                         | 77    |       |
| 29. November | Kim Chunsu                          | südkoreanischer Lyriker                                                               | 82    |       |
| 29. November | Carlos Ambrosio Lewis Tullock       | panamaischer römisch-katholischer Bischof                                             | 86    |       |
| 29. November | Siegfried Pausch                    | deutscher Museumsdirektor und Politiker (CDU), MdL (Sachsen)                          | 63    |       |
| 29. November | Werner Quednau                      | deutscher Schriftsteller                                                              | 91    |       |
| 29. November | Aloysius Regenbrecht                | deutscher Pädagoge und Hochschullehrer                                                | 75    |       |
| 29. November | Karl Wölfl                          | österreichischer Radrennfahrer                                                        | 90    |       |
| 30. November | David Bain                          | britischer Altphilologe                                                               | 59    |       |
| 30. November | Pierre Berton                       | kanadischer Autor und Journalist                                                      | 84    |       |
| 30. November | Bill Brown                          | schottischer Fußballspieler                                                           | 73    |       |
| 30. November | Carmen D’Avino                      | US-amerikanischer Filmemacher, Animator und Maler                                     | 86    |       |
| 30. November | Robert Howe                         | australischer Tennisspieler                                                           | 79    |       |
| 30. November | Emanoil Mițaru                      | rumänischer Fußballspieler und -trainer                                               | 66    |       |
| 30. November | Blanche Moerschel                   | US-amerikanische Komponistin, Organistin, Pianistin und Musikpädagogin                | 88    |       |
| 30. November | Reinaldo Rebello                    |                                                                                       | 79    |       |
| 30. November | Hans Schön                          | deutscher Agrarwissenschaftler                                                        | 64    |       |
| 30. November | Seung Sahn                          | südkoreanischer Zen-Meister                                                           |       |       |
| 30. November | Elsa Stansfield                     | schottisch-niederländische Installationskünstlerin und Pionier der Videokunst         | 59    |       |
| 30. November | Hildegard Temporini-Gräfin Vitzthum | deutsche Althistorikerin                                                              | 65    |       |
| 30. November | Gernot Weitzl                       | deutscher Rundfunkredakteur und Regisseur                                             | 79    |       |
| November     | Margaret Hassan                     | irisch-britisch-irakische Leiterin der Hilfsorganisation „CARE International“ im Irak | 59    |       |
| November     | Cris Huerta                         | portugiesischer Schauspieler                                                          | 69    |       |
| November     | Benno Kroll                         | deutscher Journalist                                                                  |       |       |
| November     | Toni May                            | deutscher Maler                                                                       | 89    |       |
| November     | Charalambos Sfaellos                | griechischer Architekt                                                                |       |       |